# Ballaban
Ballaban is een plaats en voormalige gemeente in de stad (bashkia) Këlcyrë in de prefectuur Gjirokastër in Albanië. Sinds de gemeentelijke herindeling van 2015 doet Ballaban dienst als deelgemeente en is het een bestuurseenheid zonder verdere bestuurlijke bevoegdheden. De plaats telde bij de census van 2011 1.047 inwoners.

## Bevolking
In de volkstelling van 2011 telde de (voormalige) gemeente Ballaban 1.047 inwoners, een halvering ten opzichte van 2.165 inwoners op 1 april 2001. De bevolking bestond voor het merendeel uit etnische Albanezen (859 personen; 82,04%), gevolgd door een kleine minderheid van etnische Griekse gemeenschap (2 personen; 0,19%).
Van de 1.047 inwoners in 2011 waren er 195 tussen de 0-14 jaar oud, 697 inwoners waren tussen de 15-64 jaar oud en 155 inwoners waren 65 jaar of ouder.

### Religie
De grootste religie in Ballaban is het bektashisme (43%), terwijl het overige deel van de bevolking hun religieuze overtuiging niet gespecificeerd heeft.
| Plaats   | Bevolking (2011) | Islam (%) | Katholiek (%) | Orthodox (%) | Bektashisme (%) |
| -------- | ---------------- | --------- | ------------- | ------------ | --------------- |
| Ballaban | 1.047            | 6 (0,57%) | - (-)         | 8 (0,76%)    | 451 (43,08%)    |